# Großer Gadowsee
Der Große Gadowsee liegt im Naturpark Feldberger Seenlandschaft, im Landkreis Mecklenburgische Seenplatte in Südostmecklenburg. Der namensgebende Ort Gardow war eine schon 1583 als wüst bezeichnete Feldmark in der Nähe des Sees. Hier befand sich auch vom Ende des 13. bis ins 16. Jahrhundert die Komturei Gardow. Das Gewässer hat eine ungefähre Länge von 800 Metern und eine maximale Breite von 260 Metern. Das Seeufer ist fast vollständig bewaldet und zum Dabelowsee sumpfig. Am Nordufer befindet sich der Ort Comthurey.